# Bracon uncas
Bracon uncas är en stekelart som först beskrevs av Henry Lorenz Viereck 1917.  Bracon uncas ingår i släktet Bracon och familjen bracksteklar. Inga underarter finns listade.